# Zandhoek (Amsterdam)

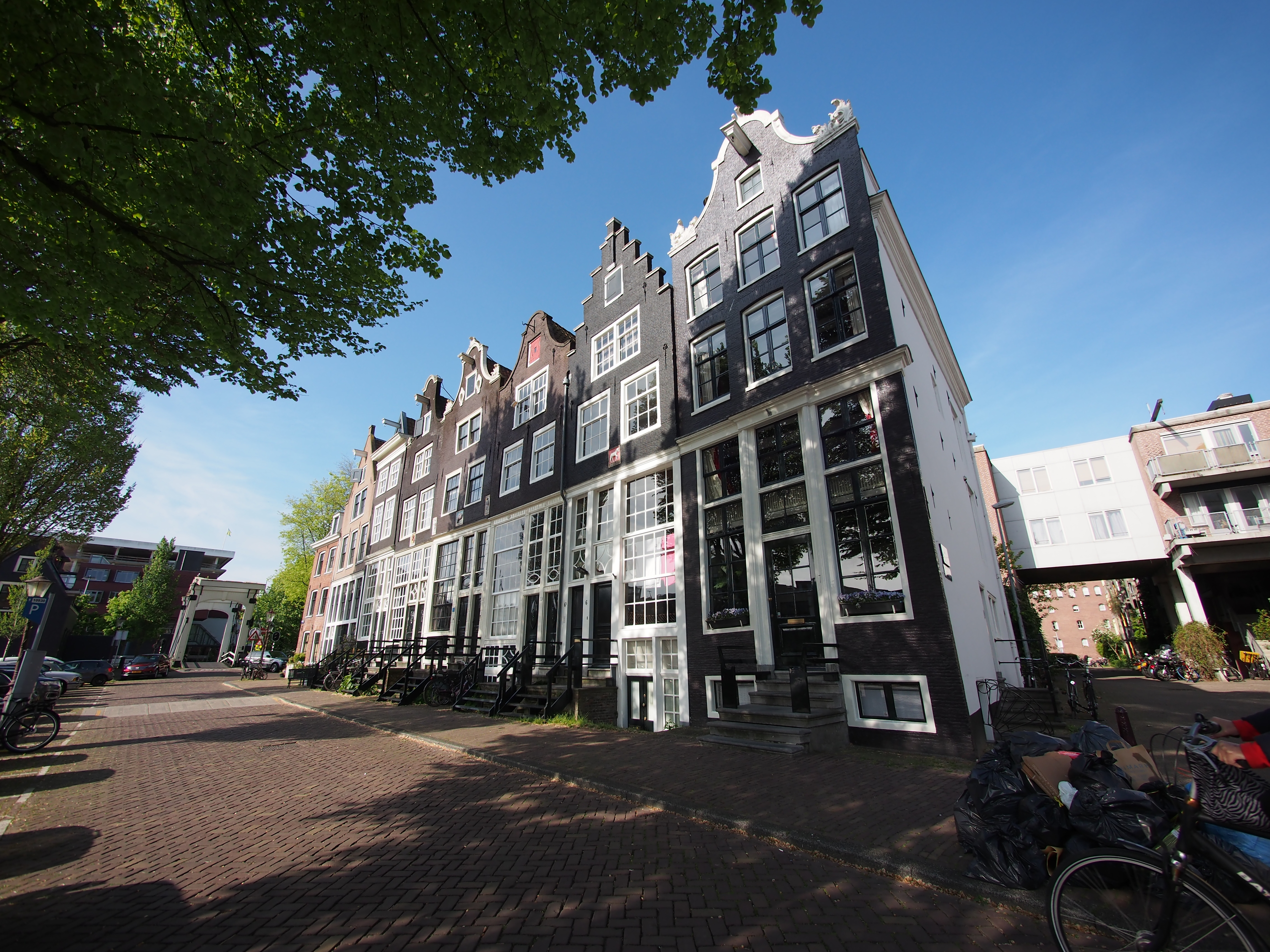

De Zandhoek is een verbinding tussen de Grote Bickersstraat en Bokkinghangen in Amsterdam. De straat (feitelijk kade) gelegen aan het Westerdok is gelegen op het Realeneiland en ontleent zijn naam aan de in het verleden lossende zandschepen. 
De Zandhoek was de woonplek van de bekende Amsterdamse stadsfotograaf Jacob Olie. die hier begon met fotograferen.
Aan de Zandhoek, aan de zijde die grensde aan het IJ (tegenwoordig afgeschermd door het Westerdok en de Westerdoksdijk), werd in 1648 een haringpakkerij gebouwd door de familie Reael. De gevelsteen met de Gouden Reaal, een Spaans/Portugese munt in dit geval met een afbeelding van Keizer Karel V, die aan het begin van de 17e eeuw over de hele wereld kon worden gebruikt, werd de naamgever van het eiland. De schrijver Jan Mens gebruikte in het gelijknamige boek 'De Gouden Reaal' als naam voor een begin-20e-eeuwse kroeg aan de Zandhoek.